# Heinrich Bulle
Heinrich Bulle (Brema, 11 dicembre 1867 – Bad Kohlgrub, 6 aprile 1945) è stato un archeologo tedesco.

## Biografia
Studiò archeologia classica con Heinrich Brunn a Friburgo in Brisgovia e Monaco di Baviera. Dal 1898 al 1902 fu docente presso l'Università di Würzburg, successivamente fu professore associato presso l'Università di Erlangen. Nel 1908 ritornò presso l'Università di Würzburg come professore e direttore del "Museo Martin von Wagner". Bulle fu membro dell'Accademia bavarese delle scienze.
Heinrich Bulle si occupò di arte e scultura dell'Antica Grecia . La sua opera più nota fu uno studio sull'arte antica intitolato Der schöne Mensch im Altertum, un libro che fu pubblicato in tre edizioni. Fece anche delle ricerche sul teatro greco antico.
Nel 1903-1905, con Adolf Furtwängler (1853-1907), condusse un importante scavo a Orchomenus, in Beozia.

## Opere principali
- Der schöne Mensch im Altertum, Eine Geschichte des Körperideals bei Ägyptern, Orientalen, Griechen, (1898).
- Die samische Gruppe des Myron, (1925)
- Der Ostgiebel des Zeustempels zu Olympia (1939).
- Untersuchungen an griechischen Theatern, (1928).
- Das Theatre zu Sparta,  (1934).
- Skenographie, (1934).
- Zum Pothos des Skopas, (1941).